# Andrei Spînu
Andrei Spînu (n. 10 iunie 1986, Ratuș, raionul Criuleni, Republica Moldova) este un antreprenor și politician moldovean, cunoscut pentru rolul său în administrația publică de la Chișinău. El a deținut funcția de viceprim-ministru și ministru al Infrastructurii și Dezvoltării Regionale al Republicii Moldova în Guvernul Gavrilița (2021-2023) și în Guvernul Recean (2023-2024). Spînu a fost anterior secretar general al Guvernului (Șef al Cancelariei de Stat) în 2019 și al Aparatului Președintelui Republicii Moldova în 2020–2021, precum și viceministru al Tineretului și Sportului în 2015–2016. A fost secretarul general și vicepreședinte al Partidului Acțiune și Solidaritate (PAS). 

## Biografie
Andrei Spînu s-a născut la 10 iunie 1986, în satul Ratuș din raionul Criuleni, Republica Moldova. A urmat studii economice la Academia de Studii Economice a Moldovei (ASEM), obținând în 2010 o licență în Business și Administrarea Afacerilor. Ulterior, și-a continuat formarea academică la Harvard University Extension School, unde, începând din 2018, a urmat un program de masterat în guvernare și politici publice.
Spînu s-a implicat activ în inițiative antreprenoriale și în sectorul neguvernamental. Înainte de a intra propriu-zis în politică, el s-a dedicat atât mediului de afaceri, cât și organizațiilor de tineret. A fost membru și vicepreședinte AIESEC Moldova. A fost co-fondator al mai multor ONG-uri de tineret: în 2008 a fondat organizația MediaPoint, axată pe proiecte digitale de inovare socială, în 2011 a participat la lansarea filialei Junior Chamber International (JCI) Moldova, dedicată tinerilor lideri și antreprenori, iar în 2015 a creat Dreamups Innovation Campus, o platformă pentru educarea și sprijinirea startup-urilor tehnologice din Republica Moldova. 

## Cariera politică
Andrei Spînu și-a început cariera politică în anul 2009, alăturându-se Partidului Liberal Democrat din Moldova (PLDM), unde a ocupat și funcția de vicepreședinte și președinte al organizației de tineret a partidului. Ulterior, Spînu s-a implicat în noua mișcare politică condusă de Maia Sandu – Partidul Acțiune și Solidaritate (PAS) – alăturându-se acestei echipe și figurând pe lista blocului ACUM la alegerile din februarie 2019. În Partidul Acțiune și Solidaritate a deținut funcția de vicepreședinte și secretar general al partidului. 
Prima funcție în administrația publică a obținut-o în august 2015, când a fost numit viceministru al Tineretului și Sportului în Guvernul condus de Valeriu Streleț. Spînu a deținut această poziție până în ianuarie 2016. În iulie 2019, odată cu formarea guvernului de coaliție ACUM-PSRM, Andrei Spînu a fost numit secretar general al Guvernului Republicii Moldova (șef al Cancelariei de Stat) sub prim-ministra Maia Sandu. El a ocupat această funcție administrativă până în noiembrie 2019, când guvernul Sandu a căzut în urma unei moțiuni de cenzură.
După victoria Maiei Sandu în alegerile prezidențiale din noiembrie 2020, Spînu a făcut parte din echipa acesteia de la Președinție, fiind numit secretar general al Aparatului Președintelui Republicii Moldova în decembrie 2020. A deținut această funcție până în august 2021, când a trecut în executivul central în urma alegerilor parlamentare anticipate. La scrutinul din 11 iulie 2021, Andrei Spînu a obținut un mandat de deputat în Parlamentul Republicii Moldova pe lista PAS. Totuși, el a renunțat la calitatea de parlamentar după doar câteva săptămâni, fiind cooptat în noul guvern pro-european condus de Natalia Gavrilița. Astfel, la 6 august 2021, Spînu a fost învestit viceprim-ministru și ministru al Infrastructurii și Dezvoltării Regionale în Guvernul Gavrilița.
Spînu a deținut portofoliul infrastructurii pe tot parcursul guvernării Gavrilița, până în februarie 2023. Prim-ministra Natalia Gavrilița și-a prezentat demisia la 10 februarie 2023, ceea ce a dus la formarea unui nou executiv condus de Dorin Recean. În guvernul Recean, instalat la 16 februarie 2023, Andrei Spînu nu a fost inițial inclus ca ministru, revenind temporar la Președinție în calitate de secretar general al Aparatului Președintelui (februarie–iulie 2023). Totuși, după aproximativ jumătate de an, în urma unei remanieri, Spînu a fost readus în echipa guvernamentală: la 17 iulie 2023 el a revenit în funcția de ministru al Infrastructurii și Dezvoltării Regionale în Guvernul Dorin Recean.
Activitatea sa în al doilea mandat ministerial a durat până în toamna anului 2024. La 11 noiembrie 2024, Andrei Spînu și-a anunțat demisia din funcția de ministru, concomitent cu retragerea sa din Partidul Acțiune și Solidaritate. Spînu a invocat faptul că a fost ținta unei „campanii nedrepte de defăimare” împotriva sa și a exprimat speranța că plecarea lui va muta atenția discursului public de la persoana sa către problemele reale ale țării.

## Activitatea ca ministru
În calitate de ministru al Infrastructurii și Dezvoltării Regionale, Andrei Spînu a gestionat o perioadă marcată de provocări majore, în special în domeniul energiei. El a avut un rol central în negocierile cu gigantul rus Gazprom privind aprovizionarea cu gaze naturale a Republicii Moldova în 2021–2022. Aceste discuții au avut loc în contextul crizei energetice europene declanșate de creșterea prețurilor și de efectele războiului din Ucraina. Spînu a reușit să mențină alimentarea cu gaze pe parcursul iernii 2021–2022, deși contractele cu Gazprom au fost însoțite de prețuri record ce au afectat consumatorii moldoveni. Ulterior, sub conducerea sa, Republica Moldova și-a diversificat considerabil sursele de energie, reducând dependența aproape totală de gazul rusesc care persistase timp de decenii. În iarna 2022–2023, Spînu a anunțat că Moldova a depășit cu succes criza energetică, reușind pentru prima dată să se aprovizioneze independent de Rusia și punând bazele unor proiecte pe termen lung în domeniul energiilor regenerabile. Acest efort de asigurare a securității energetice – inclusiv obținerea de licențe pentru importul de gaze și electricitate din România și accesul la piața UE – a fost considerat o realizare strategică importantă a mandatului său. Unul din proiectele importante pentru securitatea energetică a Moldovei a fost lansarea lucrărilor pentru construcția LEA Vulcănești-Chișinău.
Pe lângă sectorul energetic, Andrei Spînu s-a concentrat și pe modernizarea infrastructurii naționale. Sub conducerea sa, Guvernul a lansat în 2022 Programul Național „Satul European”, cel mai amplu program de dezvoltare regională și locală din istoria recentă a țării. Prin acest program, sute de localități din Republica Moldova au primit finanțare pentru proiecte de infrastructură precum construirea de rețele de apă și canalizare, iluminat public stradal, renovarea școlilor, grădinițelor, căminelor culturale și altor obiective comunitare. Conform datelor guvernamentale, în timpul mandatului lui Spînu s-au construit sau reabilitat mai multe drumuri, poduri, sisteme de alimentare cu apă, sisteme de canalizare și obiecte de infrastructură socială decât oricând anterior, cifrele indicând un nivel record de investiții publice în aceste domenii. Spînu a promovat de asemenea proiecte strategice de conectivitate cu România și Uniunea Europeană – între care construcția noului pod rutier peste Prut la Ungheni, parte a Autostrăzii Unirii A8, menită să lege direct rețelele de transport ale Moldovei și României. Abordarea sa a vizat îmbunătățirea infrastructurii critice a țării și integrarea acesteia în coridoarele regionale, pentru a stimula dezvoltarea economică și a facilita apropierea de spațiul european.
Deși a fost ținta unor acuzații politice din partea opoziției – privind costurile unor lucrări de drumuri sau lipsa de transparență în negocierile inițiale cu Gazprom – nicio probă de corupție sau ilegalitate nu a fost prezentată public împotriva sa.

## Alte activități publice
În afara funcțiilor oficiale, Andrei Spînu a avut o prezență semnificativă în spațiul public prin activitatea sa civică și politică. El a condus sau a fost co-fondator al mai multor organizații non-guvernamentale cu impact în rândul tinerilor: AIESEC Moldova, MediaPoint (care promovează inovația socială digitală), JCI Moldova (rețea de tineri lideri și antreprenori) și Dreamups (accelerator de startup-uri). Implicarea sa în sectorul ONG demonstrează angajamentul pentru dezvoltarea socială și economică pe termen lung, dincolo de activitatea guvernamentală.